# Toshio Sakai
Toshio Sakai (酒井 淑夫, Sakai Toshio, 31 mars 1940 – 21 novembre 1999), diplômé de l'université Meiji, est un photographe japonais travaillant pour United Press International. Il remporte le prix Pulitzer de photographie en 1968 pour un cliché de la guerre du Vietnam.

## Source de la traduction
- (en) Cet article est partiellement ou en totalité issu de l’article de Wikipédia en anglais intitulé « Toshio Sakai » (voir la liste des auteurs).